# Nevins Street (Eastern Parkway Line)
Nevins Street is een station van de metro van New York aan de Eastern Parkway Line.
Van noord naar zuid:
Wakefield-241st Street · 
Nereid Avenue · 
233rd Street · 
225th Street · 
219th Street · 
Gun Hill Road · 
Burke Avenue · 
Allerton Avenue · 
Pelham Parkway · 
Bronx Park East · 
East 180 Street · 
West Farms Square-East Tremont Avenue · 
174th Street · 
Freeman Street · 
Simpson Street · 
Intervale Avenue · 
Prospect Avenue · 
Jackson Avenue · 
3rd Avenue-149th Street · 
149th Street-Grand Concourse · 
135th Street · 
125th Street · 
116th Street · 
Central Park North-110th Street · 
96th Street ·
86th Street · 
79th Street · 
72nd Street · 
66th Street-Lincoln Center · 
59th Street-Columbus Circle · 
50th Street · 
Times Square-42nd Street · 
34th Street-Penn Station · 
28th Street · 
23rd Street · 
18th Street · 
14th Street · 
Christopher Street-Sheridan Square · 
Houston Street · 
Canal Street · 
Franklin Street · 
Chambers Street · 
Park Place · 
Fulton Street · 
Wall Street · 
Clark Street · 
Borough Hall · 
Hoyt Street-Fulton Mall · 
Nevins Street · 
Atlantic Avenue · 
Bergen Street · 
Grand Army Plaza · 
Eastern Parkway-Brooklyn Museum · 
Franklin Avenue

Nostrand Avenue Line:
President Street · 
Sterling Street · 
Winthrop Street · 
Church Avenue · 
Beverly Road · 
Newkirk Avenue · 
Brooklyn College-Flatbush Avenue

New Lots Line:
Nostrand Avenue · 
Kingston Avenue · 
Crown Heights-Utica Avenue · 
Sutter Avenue-Rutland Road · 
Saratoga Avenue · 
Rockaway Avenue · 
Junius Street · 
Pennsylvania Avenue · 
Van Siclen Avenue · 
New Lots Avenue
Van noord naar zuid:
Harlem-148th Street · 
145th Street · 
135th Street · 
125th Street · 
116th Street · 
Central Park North-110th Street · 
96th Street · 
72nd Street · 
Times Square-42nd Street · 
34th Street-Penn Station · 
14th Street · 
Chambers Street · 
Park Place · 
Fulton Street · 
Wall Street · 
Clark Street · 
Borough Hall · 
Hoyt Street-Fulton Mall · 
Nevins Street · 
Atlantic Avenue · 
Bergen Street · 
Grand Army Plaza · 
Eastern Parkway-Brooklyn Museum · 
Franklin Avenue · 
Nostrand Avenue · 
Kingston Avenue · 
Crown Heights-Utica Avenue · 
Sutter Avenue-Rutland Road · 
Saratoga Avenue · 
Rockaway Avenue · 
Junius Street · 
Pennsylvania Avenue · 
Van Siclen Avenue · 
New Lots Avenue
Van noord naar zuid:
Woodlawn · 
Mosholu Parkway · 
Bedford Park Boulevard-Lehman College · 
Kingsbridge Road · 
Fordham Road · 
183rd Street · 
Burnside Avenue · 
176th Street · 
Mount Eden Avenue · 
170th Street · 
167th Street · 
161st Street-Yankee Stadium ·
149th Street-Grand Concourse · 
138th Street-Grand Concourse · 
125th Street · 
116th Street · 
110th Street · 
103rd Street · 
96th Street · 
86th Street · 
77th Street · 
68th Street-Hunter College · 
59th Street · 
51st Street · 
Grand Central-42nd Street · 
33rd Street · 
28th Street · 
23rd Street · 
14th Street-Union Square · 
Astor Place · 
Bleecker Street · 
Spring Street · 
Canal Street · 
Brooklyn Bridge-City Hall · 
Fulton Street · 
Wall Street · 
Bowling Green · 
Borough Hall · 
Nevins Street · 
Atlantic Avenue · 
Bergen Street · 
Grand Army Plaza · 
Eastern Parkway-Brooklyn Museum · 
Franklin Avenue · 
Nostrand Avenue · 
Kingston Avenue · 
Crown Heights-Utica Avenue · 
Sutter Avenue-Rutland Road · 
Saratoga Avenue · 
Rockaway Avenue · 
Junius Street · 
Pennsylvania Avenue · 
Van Siclen Avenue · 
New Lots Avenue
Dyre Avenue Line:
Eastchester-Dyre Avenue · 
Baychester Avenue · 
Gun Hill Road  · 
Pelham Parkway · 
Morris Park

White Plains Road Line:
Nereid Avenue · 
233rd Street · 
225th Street · 
219th Street · 
Gun Hill Road · 
Burke Avenue · 
Allerton Avenue · 
Pelham Parkway · 
Bronx Park East

Van noord naar zuid:
East 180 Street · 
West Farms Square-East Tremont Avenue · 
174th Street · 
Freeman Street · 
Simpson Street · 
Intervale Avenue · 
Prospect Avenue · 
Jackson Avenue · 
3rd Avenue-149th Street · 
149th Street-Grand Concourse · 
138th Street-Grand Concourse · 
125th Street · 
86th Street · 
59th Street · 
Grand Central-42nd Street · 
14th Street-Union Square · 
Brooklyn Bridge-City Hall · 
Fulton Street · 
Wall Street · 
Bowling Green · 
Borough Hall · 
Nevins Street · 
Atlantic Avenue · 
Franklin Avenue

Nostrand Avenue Line:
President Street · 
Sterling Street · 
Winthrop Street · 
Church Avenue · 
Beverly Road · 
Newkirk Avenue · 
Brooklyn College-Flatbush Avenue

New Lots Line:
Crown Heights-Utica Avenue · 
Sutter Avenue-Rutland Road · 
Saratoga Avenue · 
Rockaway Avenue · 
Junius Street · 
Pennsylvania Avenue · 
Van Siclen Avenue · 
New Lots Avenue